# Såtenäs villastad
Såtenäs villastad var ett bostadsområde uppbyggt vid Skaraborgs flygflottilj i Lidköpings kommun. Idag finns endast ett hus bevarat, detta i närheten av F 7 Gårds- och flottiljmuseum.
Under åren 1940-42 byggdes Såtenäs villastad i samband med flygbasens uppbyggnad. Första etappen byggdes mellan december 1940 och maj 1941. Det tog alltså bara fem månader att bygga första etappens 46 hus och till en kostnad på en miljon kr.[källa behövs]
De anställda vid flygflottiljen fick egna bostäder av Flygvapnet. Som mest fanns 94 hus i området som var 54 kvadratmeter plus källare. Fram till 1975 var samtliga hus bebodda. Flygflottiljens fortsatta utbyggnad vilket ledde till större bullerskyddszoner samt Flygvapnets ointresse av att behålla husen ledde till att orten successivt avvecklades från 1970-talet fram till rivningarna.
De närmaste orterna är Tun direkt söderut och Såtenäs västerut.

## Befolkningsutveckling
| Befolkningsutvecklingen i Såtenäs villastad 1960–2000                        | Befolkningsutvecklingen i Såtenäs villastad 1960–2000 | Befolkningsutvecklingen i Såtenäs villastad 1960–2000 | Befolkningsutvecklingen i Såtenäs villastad 1960–2000 | Befolkningsutvecklingen i Såtenäs villastad 1960–2000 |
| ---------------------------------------------------------------------------- | ----------------------------------------------------- | ----------------------------------------------------- | ----------------------------------------------------- | ----------------------------------------------------- |
|                                                                              |                                                       |                                                       |                                                       |                                                       |
| År                                                                           |                                                       |                                                       | Folkmängd                                             | Areal (ha)                                            |
| 1960                                                                         | 1960                                                  |                                                       | 449                                                   |                                                       |
| 1965                                                                         | 1965                                                  |                                                       | 398                                                   |                                                       |
| 1970                                                                         | 1970                                                  |                                                       | 357                                                   |                                                       |
| 1975                                                                         | 1975                                                  |                                                       | 263                                                   |                                                       |
| 1980                                                                         | 1980                                                  |                                                       | 222                                                   |                                                       |
| 1990                                                                         | 1990                                                  |                                                       | 104                                                   | 19#                                                   |
| 1995                                                                         | 1995                                                  |                                                       | 231                                                   | 27                                                    |
| 2000                                                                         | 2000                                                  |                                                       | 189                                                   | 27#                                                   |
| Anm.: Ej tätort 1990, samt från 2000. Upphörde som småort 2005 # Som småort. |                                                       |                                                       |                                                       |                                                       |